# Afrephialtes bicolor
Afrephialtes bicolor är en stekelart som först beskrevs av Baltazar 1961.  Afrephialtes bicolor ingår i släktet Afrephialtes och familjen brokparasitsteklar. Utöver nominatformen finns också underarten A. b. fuscipennis.